# Kick
Kick（キック）とは、Kick Streaming Pty Ltdが運営する動画ライブ配信サービスである。オンラインカジノ『Stake.com』の共同設立者のビジャン・テーラニ、エド・クレーブン、ストリーミング・パーソナリティのTrainwreckstvが出資し、Amazon傘下のTwitchに競合するサービスとして2022年に設立された。Kickは、ストリーミングプラットフォームの中で最も低い5％の収益課金と、2023年にTwitchで著名だった複数のストリーマー（特にチェスのグランドマスターのヒカル・ナカムラ、アディン・ロス、xQcなど）と契約した。
2023年6月現在、Kickは1日平均23万5000本のライブ配信をしている。

## 歴史
Kickは2022年12月1日に正式開始された。運営法人として2022年11月14日にKick Streaming Pty Ltdがオーストラリアにて設立されている。Kick Streaming Pty Ltdの親会社はStake.comの共同設立者であるビジャン・テーラニとエド・クレーブンによって2016年に設立されたEasygo Entertainment Pty Ltdである。

## 収入の分配と給与
キックの収益分配は95％が配信者、5％がプラットフォームであり、ストリーミングサービスの中でも最も寛大なものである。キックの収益分配は、かつてTwitchが行っていた配信者とプラットフォームとのものと比較されることが多く、またYouTubeがライブ配信者から30％を徴収していることと比較されることも少なくない。キックの収益分配の人気は、Twitchが一部のクリエイターに対して70対30の収益分配モデルを導入するよう後押ししたとフォーブスは評価している。
Kickは、配信者が一定の条件を満たした場合、すべての配信者に時給を支払うことを提案している。この提案が実現すれば、配信サービスとしては初の試みとなる。その条件とは、配信者が1ヶ月(30日)のうち1日4時間以上活動していること、配信者が起きていてチャットでやりとりしていること、配信者の顔にウェブカメラがついていること、そして成年であることである。この4つの条件をすべて満たしたKickの全コンテンツクリエイターには、配信1時間あたり16アメリカドルが支払われる。

## 配信契約
Trainwreckstvは、Kickに参加した配信者の中で、最も早い時期に注目を集めた一人である。このアメリカ人配信者は、配信中のギャンブルでTwitchから追放されたことがあったが、2023年3月、Kickでストリーミングを始めてから10日以内に、サイトから3,500人の登録者を得て16,000ドルを稼いだことを視聴者に明らかにした。Trainwreckはまた、2023年3月1日にアディン・ロスもKickと未公表の金額でストリーミング契約を結んだことを明らかにした。ロスは当時の契約額が配信史上最高額であったと主張したが、1億5,000万ドル以上であったことは否定している。
2023年3月29日、Kickはチェスのグランドマスターのヒカル・ナカムラと非独占契約を結んだ。
2023年5月、BruceDropEmOffはKickと契約したことを発表したが、その金額は公表されていない。
2023年6月16日、xQcがKickと2年間で7000万ドルの非独占契約を結んだことが発表された。これにより、xQcとKickの契約は、マイクロソフト傘下のMixerとNinjaが結んだ5,000万ドルの独占契約を上回り、さらにレブロン・ジェームズがロサンゼルス・レイカーズと結んだ2年契約を上回る、最大の配信契約となった。その2日後の6月19日、キックはAmouranthと契約したが、彼女との契約の詳細は明らかにされていない。
2023年6月27日、配信者であり政治コメンテーターでもあるDestinyは、未公表の7桁の金額でKickと12ヶ月間の非独占的パートナーシップを結んだと発表した。
2023年8月14日、YourRageはKickと未公表の金額で2年間の独占契約を結び、FaZeクランという組織に加入することを発表した。
2023年8月22日、Kickはイタリアのサッカージャーナリスト、ファブリツィオ・ロマーノとの契約を発表した。彼は9月1日の期限付き移籍日の番組を含め、夏の移籍に関する報道をこのプラットフォームで独占配信した。

## スポンサー

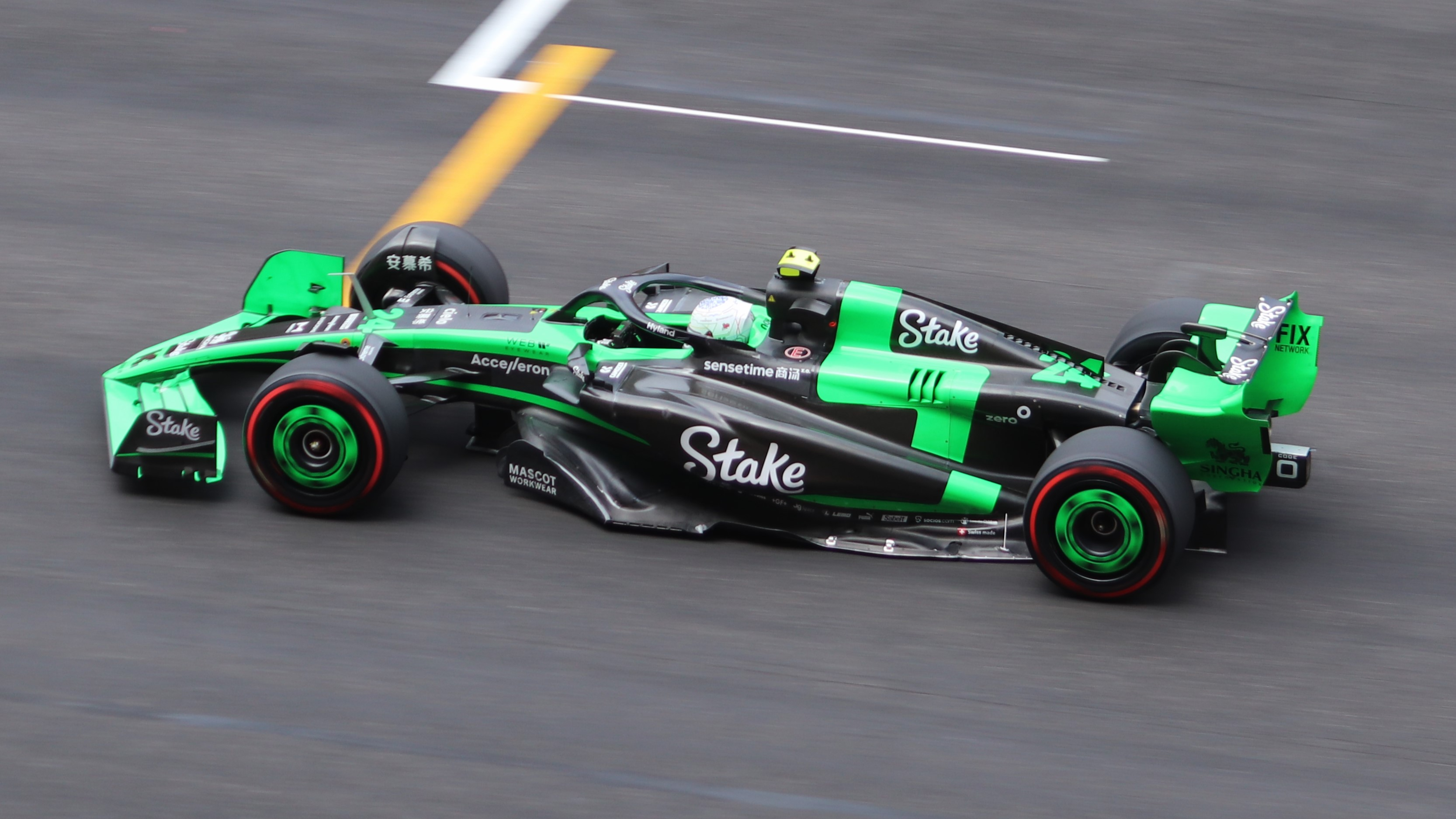
キック・ザウバー・C44

2023年1月、ザウバーが運営するアルファロメオF1チームはKickと数年のスポンサー契約を結んだ。ギャンブルやスポーツベッティングの広告が認められていない国では、Kickの名前とロゴがStake（アルファロメオのタイトルスポンサー）に代わって「アルファロメオF1チーム・キック」となる。6月、サウバー・EsportsはKickとのタイトルパートナーシップを発表し、"アルファロメオF1チーム・キック・Esports"を結成した。アルファロメオは2023年ベルギーGPで、"破壊的カラーリング"と呼ばれるKickのカラーリングに変更したマシンを走らせた。8月、Kickはスポーツ業界で新たな商業契約を結び、今度はプレミアリーグのエヴァートンと数年のパートナーシップを結び、同クラブの公式スリーブスポンサーとなった。12月、ザウバーのシャシー命名権を取得したことを発表し、その後公開された2024年シーズンのF1エントリーリストに「ステークF1チーム・キック・ザウバー」として登録された。ギャンブルやスポーツベッティングの広告を禁止している国では「キック・ザウバーF1チーム」として参戦する。